# Рівняння Вейля
Рівняння Вейля — рівняння руху для безмасової двокомпонентної (описуваної двокомпонентним спінором) частинки зі спіном 1/2. Окремий випадок рівняння Дірака для безмасової частинки.
Рівняння Вейля мають такий вигляд:
{\displaystyle {\frac {\partial \psi _{+}}{\partial x^{0}}}+\sigma \nabla \psi _{+}=0}   (1),
{\displaystyle {\frac {\partial \psi _{-}}{\partial x^{0}}}-\sigma \nabla \psi _{-}=0}   (2), де {\displaystyle \sigma _{i}} — матриці Паулі.
Рівняння (1) та (2) отримав Герман Вейль 1929 року, вони носять його ім'я. Вейль припустив, що рівняння (1) або (2) може бути рівнянням безмасової частинки зі спіном 1/2. Гіпотезу Вейля незабаром піддав критиці Вольфганг Паулі на тій підставі, що рівняння (1) і (2) не інваріантні відносно просторової інверсії («…ці хвильові рівняння… не інваріантні відносно дзеркального відображення (зміни правого на ліве)» і внаслідок цього незастосовні до фізичних об'єктів").
Про рівняння Вейля згадали 1957 року після експериментального відкриття незбереження парності у слабкій взаємодії. Лев Ландау, Лі Цзундао і Янг Чженьнін та Абдус Салам припустили, що нейтрино описується двокомпонентним вейлівським спінором (теорія двокомпонентного нейтрино). Ландау ґрунтувався на гіпотезі CP-інваріантності та припустив, що нейтрино є вейлівською частинкою, оскільки рівняння Вейля інваріантні відносно CP-перетворення. Експеримент підтвердив теорію двокомпонентного нейтрино.
Аналогом рівнянь Вейля для безмасової частинки зі спіном 1 (фотона) є рівняння Максвелла у формі Майорана.